# Jean Fouconnier
Jean Fouconnier – francuski strzelec, medalista Olimpiady Letniej 1906 i mistrzostw świata.
Wziął udział w Olimpiadzie Letniej 1906, w której został brązowym medalistą w drużynowym strzelaniu z karabinu dowolnego w trzech postawach z 300 m (skład zespołu: Raoul de Boigne, Maurice Faure, Jean Fouconnier, Maurice Lecoq, Léon Moreaux). Zdobył także dwa medale w zawodach indywidualnych, w tym srebro w pistolecie dowolnym z 50 m i złoto w rewolwerze wojskowym z 20 m (Gras 1873–1874).
Fouconnier ma w dorobku trzy medale mistrzostw świata – wszystkie brązowe. W 1904 i 1906 roku został drużynowym medalistą w pistolecie dowolnym z 50 m, zaś w 1905 roku zajął z drużyną 3. miejsce w karabinie dowolnym w trzech postawach z 300 m.

## Wyniki

### Olimpiada Letnia 1906
| Igrzyska   | Konkurencja                                                  | Wynik                                         | Miejsce | Źródło |
| ---------- | ------------------------------------------------------------ | --------------------------------------------- | ------- | ------ |
| Ateny 1906 | Karabin dowolny, trzy postawy, 300 m, drużynowo              | 4511 pkt. (druż.) 890 pkt. ind. (308–292–290) |         | [ 2 ]  |
| Ateny 1906 | Karabin dowolny, dowolna postawa, 300 m                      | 223 pkt.                                      | 8       | [ 3 ]  |
| Ateny 1906 | Karabin wojskowy, klęcząc lub stojąc, 300 m                  | 193 pkt.                                      | 16      | [ 4 ]  |
| Ateny 1906 | Karabin wojskowy, klęcząc lub stojąc, 200 m (Gras 1873-1874) | 112 pkt.                                      | 22      | [ 5 ]  |
| Ateny 1906 | Pistolet dowolny, 25 m                                       | 234 pkt.                                      | 9       | [ 6 ]  |
| Ateny 1906 | Pistolet dowolny, 50 m                                       | 219 pkt.                                      |         | [ 7 ]  |
| Ateny 1906 | Pistolet pojedynkowy, 20 m                                   | 210 pkt.                                      | 8       | [ 8 ]  |
| Ateny 1906 | Pistolet pojedynkowy, 25 m                                   | 68 pkt.                                       | 20      | [ 9 ]  |
| Ateny 1906 | Rewolwer wojskowy, 20 m                                      | 226 pkt.                                      | 11      | [ 10 ] |
| Ateny 1906 | Rewolwer wojskowy, 20 m (Gras 1873–1874)                     | 219 pkt.                                      |         | [ 11 ] |
| Ateny 1906 | Trap, runda pojedyncza, 16 m                                 | DNF                                           | DNF     | [ 12 ] |
| Ateny 1906 | Trap, runda podwójna, 14 m                                   | 8 pkt.                                        | 6       | [ 13 ] |

### Medale mistrzostw świata
Opracowano na podstawie materiałów źródłowych:
| Mistrzostwa   | Konkurencja                                     | Wynik                                         | Miejsce |
| ------------- | ----------------------------------------------- | --------------------------------------------- | ------- |
| Lyon 1904     | Pistolet dowolny, 50 m, drużynowo               | 2215 pkt. (druż.) 446 pkt. (ind.)             |         |
| Bruksela 1905 | Karabin dowolny, trzy postawy, 300 m, drużynowo | 4548 pkt. (druż.) 836 pkt. ind. (289–262–285) |         |
| Mediolan 1906 | Pistolet dowolny, 50 m, drużynowo               | 2361 pkt. (druż.) 450 pkt. (ind.)             |         |